# George Lichty
George Maurice Lichtenstein dit George Lichty, né le 16 mai 1905 à Chicago et mort le 18 juillet 1983 à Santa Rosa (Californie), est un dessinateur américain, créateur des séries de dessins animés quotidiens et dominicaux Grin and Bear It. Ses œuvres étaient signées Lichty et paraissaient souvent sans mention de son prénom.

## Biographie
Né George Maurice Lichtenstein, il est le fils de Julius et Ella Hirsh Lichtenstein. Il a 16 ans lorsqu'il lance sa carrière artistique en vendant son premier dessin au magazine Judge. Il fréquente le Chicago Art Institute (1924-1925) et est rédacteur en chef du magazine humoristique de l'Université du Michigan, The Gargoyle,. Diplômé de l'Université du Michigan en 1929, il commence sa carrière de journaliste en faisant des dessins de spots et des dessins sportifs pour le Chicago Daily Times. Lichty et Eleanor Louise Fretter se marient le 5 janvier 1931.
Membre du San Francisco Press Club, Lichty joue aussi comme percussionniste avec le Guckenheimer Sour Kraut Band (en). Il vit avec sa femme et leurs deux filles à Santa Rosa, en Californie, puis à Apple Ranch à Sebastopol (Californie). Il meurt le 18 juillet 1983, à l'âge de 78 ans, d'une crise cardiaque à l'hôpital de Santa Rosa. 

## Grin and Bear It
La série Grin and Bear It, créée en 1932, est d'abord syndiquée par le United Feature Syndicate, puis par le Field Newspaper Syndicate (en) de Chicago. Lichty collabore également chez Collier's dans les années 1930. Ses dessins sont d'apparence libre et dessinés à la hâte. Les sujets fréquents incluent l'informatique, la vie de famille, le capitalisme excessif et la bureaucratie soviétique. Les scènes de ses dessins se déroulent souvent dans les bureaux des commissaires ou les salles d'exposition des concessionnaires « Belchfire », avec d'énormes voitures en arrière-plan. Sa série Is Party Line, Comrade ! met également en scène divers bureaucrates soviétiques, généralement représentés portant une médaille à cinq branches sur laquelle est inscrit « Héros ». 

## Récompenses et influence
Lichty a remporté quatre fois le Newspaper Panel Cartoon Award de la National Cartoonists Society. Grin and Bear It a reçu ce prix en 1956, 1960, 1962 et 1964.
Le style cartoon de Lichty a influencé l'animation de dessins animés grâce à ce que l'on a appelé la « technique du maculage d'animation », surnommée « style Lichty » par l'animateur de Warner Bros. Rod Scribner (en). Lichty a également influencé les dessins animés de Joe Teller (en), comme en témoigne le livre When I'm Dead All This Will Be Yours! » : Joe Teller—A Portrait by His Kid (2000) de Penn et Teller. L'artiste Ed Ruscha, qui se destinait initialement à la bande dessinée, a intégré un dessin de Lichty dans l'une de ses œuvres.

## Publications
- 1942 : Large Feature Comic #28: Grin and Bear It, Dell
- 1956 : Grin and Bear It, McGraw-Hill
- 1965 : Is Party Line, Comrade, Public Affairs Press (en)
- 1970 : Grin and Bear It, Pocket Books